# Breuchotte
Breuchotte ist eine Gemeinde im französischen Département Haute-Saône in der Region Bourgogne-Franche-Comté.

## Geographie
Breuchotte liegt auf einer Höhe von 335 m über dem Meeresspiegel, sieben Kilometer ostnordöstlich von Luxeuil-les-Bains und etwa 34 Kilometer nordöstlich der Stadt Vesoul (Luftlinie). Das Dorf erstreckt sich im nördlichen Teil des Departements, in den westlichen Ausläufern der Vogesen, in der Talniederung beidseits des Breuchin, nahe der Einmündung des Raddon.
Die Fläche des 4,37 km² großen Gemeindegebiets umfasst einen Abschnitt der von Tälern durchzogenen Plateaulandschaft am Westrand der Vogesen. Die nördliche Grenze verläuft in der Alluvialniederung des Breuchin, meist nördlich des Flusslaufs. Die Talaue liegt auf durchschnittlich 330 m und weist eine Breite von rund einem Kilometer auf. Von Norden her mündet hier der Raddon.
Von der Niederung des Breuchin erstreckt sich das Gemeindeareal südwärts über einen dicht bewaldeten Steilhang bis auf die angrenzende Hochfläche des Grand Bois. Sie ist aus kristallinem Grundgestein aufgebaut. Mit 422 m wird hier die höchste Erhebung von Breuchotte erreicht. Dieses Plateau wird im Osten durch ein Seitental des Breuchin begrenzt, in dem sich eine Reihe von Weihern befindet, welche für die Fischzucht angelegt wurden.
Nachbargemeinden von Breuchotte sind Raddon-et-Chapendu im Norden, Amage und La Bruyère im Osten, Esboz-Brest im Süden sowie Froideconche im Westen.

## Geschichte
Im Mittelalter gehörte Breuchotte zur Freigrafschaft Burgund und darin zum Gebiet des Bailliage d’Amont. Die lokale Herrschaft hatten die Herren von Faucogney inne. Zusammen mit der Franche-Comté gelangten beide Dörfer mit dem Frieden von Nimwegen 1678 definitiv an Frankreich. Heute ist Breuchotte Mitglied des 13 Ortschaften umfassenden Gemeindeverbandes Communauté de communes du Pays de Luxeuil.

## Sehenswürdigkeiten

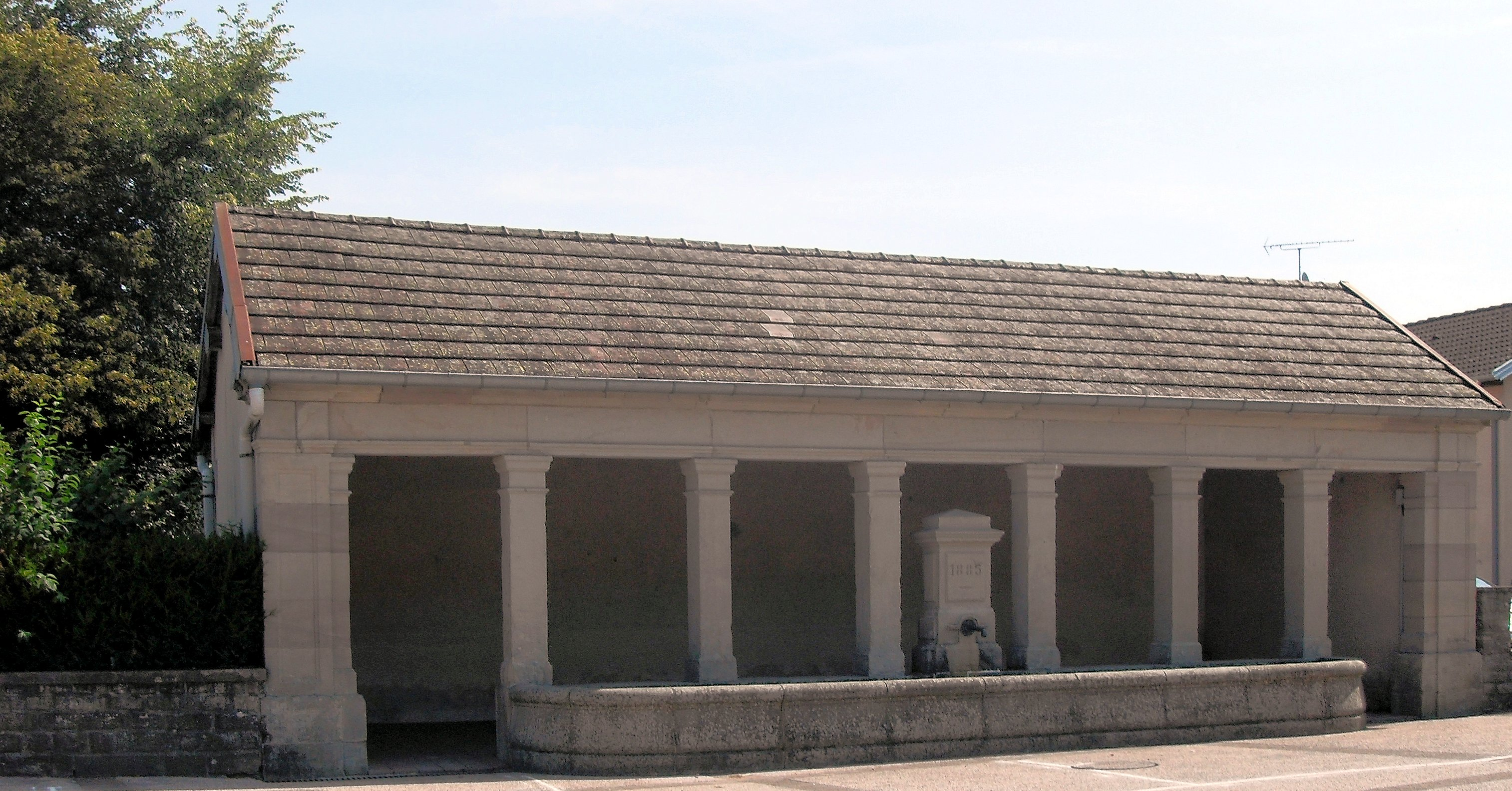
Lavoir Breuchotte

Das Schloss wurde Ende des 19. Jahrhunderts von der Familie Forel, Besitzerin von zwei Webereien im Dorf, errichtet. Ebenfalls aus dem 19. Jahrhundert stammt das Lavoir, dessen Dach von zahlreichen Säulen getragen wird. Es diente einst als Waschhaus und Viehtränke.

## Bevölkerung
| Jahr                       | 1962 | 1968 | 1975 | 1982 | 1990 | 1999 | 2006 | 2012 | 2020 |
| Einwohner                  | 378  | 371  | 317  | 328  | 335  | 293  | 308  | 306  | 304  |
| Quellen: Cassini und INSEE |      |      |      |      |      |      |      |      |      |

Mit 301 Einwohnern (1. Januar 2022) gehört Breuchotte zu den kleineren Gemeinden des Départements Haute-Saône. Den bisherigen Höchststand bezüglich der Einwohnerzahl erreichte Breuchotte im Jahr 1876 mit 567 Einwohnern. Nachdem die Einwohnerzahl in der ersten Hälfte des 20. Jahrhunderts deutlich abgenommen hatte, wurden seit Mitte der 1970er Jahre nur noch relativ geringe Schwankungen verzeichnet.

## Wirtschaft und Infrastruktur
Breuchotte war schon früh ein durch die zwei Webereien geprägtes Dorf. Daneben hatten aber auch die Landwirtschaft, die Forstwirtschaft und die Viehzucht eine wichtige Bedeutung. Heute gibt es einige Betriebe des lokalen Kleingewerbes. In den letzten Jahrzehnten hat sich das Dorf auch zu einer Wohngemeinde gewandelt. Viele Erwerbstätige sind deshalb Wegpendler, die in den größeren Ortschaften der Region Luxeuil ihrer Arbeit nachgehen.
Die Ortschaft liegt abseits der größeren Durchgangsachsen an einer Departementsstraße, die von Raddon nach Lure führt. Weitere Straßenverbindungen bestehen mit Saint-Sauveur und La Bruyère.